# Ghetto d'Opatów
Le ghetto d'Opatów était un ghetto pour les Juifs polonais créé par les autorités allemandes nazies à Opatów, dans le district de Radom du Gouvernement général de Pologne.
Le nombre approximatif de Juifs confinés dans le ghetto sur la période est d'environ dix mille, y compris un groupe d'expulsés de République tchèque et d'Autriche. À partir de janvier 1942, les SS menèrent des fusillades de masse au cimetière juif d'Opatów, où les corps des victimes du ghetto furent également enterrés par centaines.

## Histoire
Initialement, le ghetto d'Opatów, créé par l'Allemagne nazie en 1940, est un ghetto de type ouvert, délimité le long des rues Joselewicza, Zatylna, Wąska et Starowałowa. Le Kreishauptman Otto Ritter nouvellement nommé ordonne à tous les Polonais chrétiens de déménager ailleurs et met en place un Judenrat afin d'aider à désigner les Juifs prêts à travailler. La nouvelle police juive du ghetto est déplacée dans le bâtiment de la compagnie d'électricité, vêtue des uniformes de la police bleue et équipée de matraques en caoutchouc. Tous les magasins demeurent ouverts, mais des coupons alimentaires sont introduits pour limiter la distribution d'aliments réglementés tels que la viande et les céréales. La population du ghetto atteint à l'époque environ 7 000 personnes. Les expulsés sont amenés de petites villes, mais certains proviennent de la capitale autrichienne de Vienne. Le surpeuplement entraînera une augmentation constante du nombre de décès.

### Liquidation du ghetto
Le ghetto est officiellement fermé de l'extérieur le 13 mai 1942 en vue de son démembrement éventuel. Plusieurs mois plus tard, le 20 octobre 1942, au cours de l'opération Reinhard, les SS, avec l'aide de la police de l'Orpo et de gardes Trawniki, rassemblent 6 500 hommes, femmes et enfants juifs au centre de la ville sur la place Targowica. Une marche forcée de 18 kilomètres s'ensuit jusqu'à l'arrêt ferroviaire de Jasice dans une colonne d'un kilomètre de long. Les plus faibles les plus à l'arrière sont battus et abattus par dizaines. Les détenus du ghetto sont ensuite chargés à bord des trains de l'Holocauste à Jasice. Près de 120 personnes sont entassés par wagons couvert, équipé uniquement de latrines à seau. Le voyage d'un peu moins de 300 km dure trois jours, au cours duquel les déportés ne reçoivent ni nourriture ni eau. Ceux survivants au transport jusqu'au camp d'extermination de Treblinka sont exterminés dans les chambres à gaz dès leur arrivée, d'autres sont sélectionnés pour le travail forcé.
Une seule personne transportée à bord des trains de la mort depuis le ghetto d'Opatów est connue pour avoir survécu à Treblinka. Samuel Willenberg, 19 ans à l'époque, est épargné par les SS et affecté à l'unité Sonderkommando au Camp 2 Auffanglager pour les prochains mois. Le 2 août 1943, Willenberg participe à la révolte de Treblinka. Il fait partie des quelque 200 à 300 prisonniers qui parviennent à traverser le périmètre du camp, poursuivis par les SS en voitures et à cheval. La moitié des Juifs seront capturés et tués. Willenberg est l'un des quelque soixante-dix insurgés ayant survécu jusqu'à la fin de la guerre.

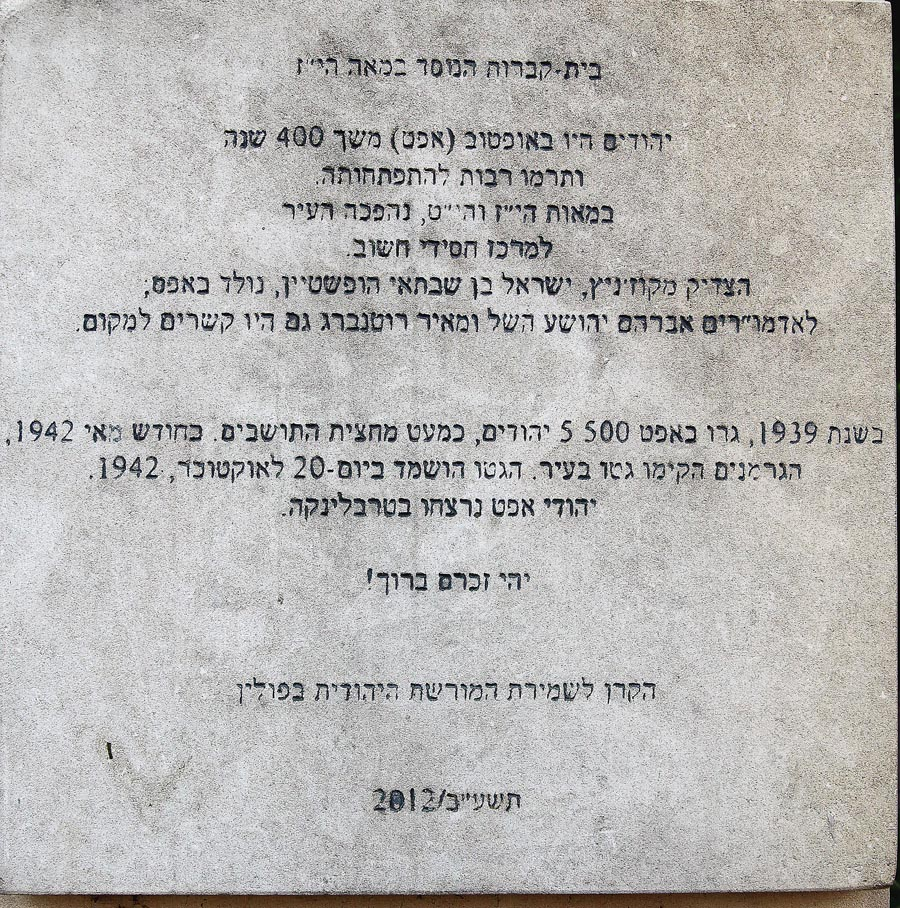
Plaque commémorative du ghetto d'Opatow, 1939-1942.

Après la déportation à Treblinka, environ 2 000 prisonniers opèrent comme ouvriers pour Oemler GmbH. Ils sont envoyés dans d'autres camps de travail en 1943-1944, y compris à Sandomierz, Starachowice et Radom, et ne reviendront jamais. Certains sont envoyés à la HASAG de Skarżysko-Kamienna (au total 35 000 Juifs périront au camp de la HASAG avant la fin de la guerre). Ainsi, la communauté est entièrement éradiquée. Les autorités allemandes de la ville organisèrent une braderie de tout ce qui restait dans le ghetto abandonné. Les familles polonaises appauvries prirent des couvertures, des oreillers et des vêtements d'hiver pour survivre.
La ville d'Opatów est reprise par l'Armée rouge le 16 janvier 1945. Seuls environ 300 Juifs ont survécu à la guerre. Parmi les Juifs secourus à Opatów se trouve Rina Szydłowska, quatorze ans, cachée pendant près de deux ans par Maria Zaleska, la Juste parmi les nations polonaise reconnue par Yad Vashem en 1987; ainsi qu'Israël et Franciszka Rubinek, sauvés par Zofia Bania et sa famille, honorés à titre posthume en 2011.
Selon le recensement local, 50 Juifs sont retournés à Opatów après la guerre. Face aux comportements antisémites de la ville, la plupart des rapatriés ont émigré ; finalement, un seul Juif restera en ville.